# 紀ノ川広域農道
紀ノ川広域農道（きのかわこういきのうどう）は、和歌山県橋本市御幸辻の国道371号から岩出市根来の和歌山県道63号泉佐野岩出線までを結ぶ延長33km（2車線）の農道。国道24号のバイパスの役割も果たしている。紀の川に沿うが、大きく山側を通っているため、起伏が大きくジェットコースター道との評判がある。沿道には近畿大学和歌山キャンパスや根来寺がある。